# Isenburg (Adelsgeschlecht)
Das Adelsgeschlecht Isenburg, auch Ysenburg, ist ein Hochadelsgeschlecht, dessen Anfänge bis ins 11. Jahrhundert reichen. Stammburg des Geschlechts war die Isenburg bei Isenburg (Westerwald) im heutigen Landkreis Neuwied.  Bis 1376 gelang es den Ysenburgern, die durch Heirat erworbenen Ansprüche an der Herrschaft Büdingen (im heutigen Wetteraukreis) durchzusetzen. Nachfolgende Isenburger wurden 1442 Reichsgrafen und waren u. a. auch Burggrafen von Gelnhausen (im heutigen Main-Kinzig-Kreis).
Die Grafschaft Isenburg (bis 1744 Isenburg oder Ysenburg, danach nur noch die Birsteiner Linie mit „I“) erreichte ihre größte Ausdehnung im 18. Jahrhundert. Sie umfasste Teile des heutigen Main-Kinzig-Kreises und Wetteraukreises im nördlichen Teil und des Kreises und der Stadt Offenbach im südlichen Teil.
Die Linien Isenburg-Limburg und Isenburg-Kempenich, die von Rembold von Isenburg begründet wurden, verzweigten sich mehrfach (Nieder-Isenburg). Durch Heirat erwarben Ysenburger die Herrschaft Büdingen und weitere Gebiete in der südöstlichen Wetterau (Ober-Isenburg). Als reichsunmittelbare Grafen und Fürsten zählten die diversen Linien der Isenburger/Ysenburger zum Hochadel.

## Geschichte

Die zehn Reichskreise am Anfang des 16. Jahrhunderts
Oberrheinischer Kreis

### Nieder-Isenburg
Die Isenburger galten als eines der bedeutendsten, alteingesessenen, edelfreien Geschlechter am Mittelrhein und im Westerwald. Der erste nachweisbare feste Wohnsitz des Geschlechts war ein Herrenhof in Rommersdorf, nahe dem heutigen Heimbach-Weis, einem Stadtteil von Neuwied. Um 1100 hatten die Brüder Rembold I. (oder Reinbold) und Gerlach I. am Sayn- und Iserbach die Burg Isenburg erbaut und nannten sich von nun an Herren von Isenburg. Rembold II. von Isenburg (1103–1121) war mit einer Tochter des vorletzten Grafen von Arnstein verheiratet und erbte einige Rechte im Einrichgau. Weitere Herrschaftsrechte waren:
- Klostervogtei Fulda
- 1232–1414 Klostervogtei Limburg und Herrschaft (siehe Limburg (Adelsgeschlecht))
- 1243–1326 Hälfte der Grafschaft Wied
- 1326–1462 Grafschaft Wied

Gerlach IV. von Isenburg heiratete Ende des 12. Jahrhunderts die Erbtochter der Herren von Kobern. Er wird 1189 als Herr von Kobern bezeichnet. Bis 1270 befand sich die Herrschaft Kobern in den Händen der Isenburger (siehe Linie Isenburg-Kobern).
Bereits im 12. Jahrhundert begann die Verzweigung des Geschlechts. 1210 existierten schon vier bis fünf verschiedene Linien nebeneinander. Immer neue Familienstämme bildeten sich, mit denen Erbteilungen einhergingen. Entsprechend baute man auch weitere Burgen: Zwischen 1179 und 1210 die Burg Braunsberg bei Anhausen, 1194 die Niederburg Kobern an der Mosel, 1213 die Burg Grenzau bei Höhr-Grenzhausen, 1258/59 die Burg Arenfels bei Hönningen.
Im 13. Jahrhundert erbten Bruno II. von Braunsberg und sein Bruder Dietrich von Isenburg die Hälfte der Grafschaft Wied. Später gelang es Wilhelm von Braunsberg-Isenburg (1324–1383), die gesamte Grafschaft zu vereinigen und eine neue Linie der Grafen von Wied zu gründen (siehe Linie Isenburg-Wied).
Zum Ende des 15. Jahrhunderts war von der Linie Isenburg-Cleeberg nur noch der Zweig Isenburg-Büdingen übrig. Diese neue Grafschaft teilte sich vom Ende des 15. Jahrhunderts bis in die Mitte des 17. Jahrhunderts mehrmals.
Mit dem Tod von Graf Ernst von Isenburg-Grenzau im Jahre 1664 war die Linie Nieder-Isenburg ausgestorben. Landesherren wurden dann ab 1666 im Rahmen eines Kondominiums die Grafen von Walderdorff und Grafen von Wied-Neuwied.

### Ober-Isenburg

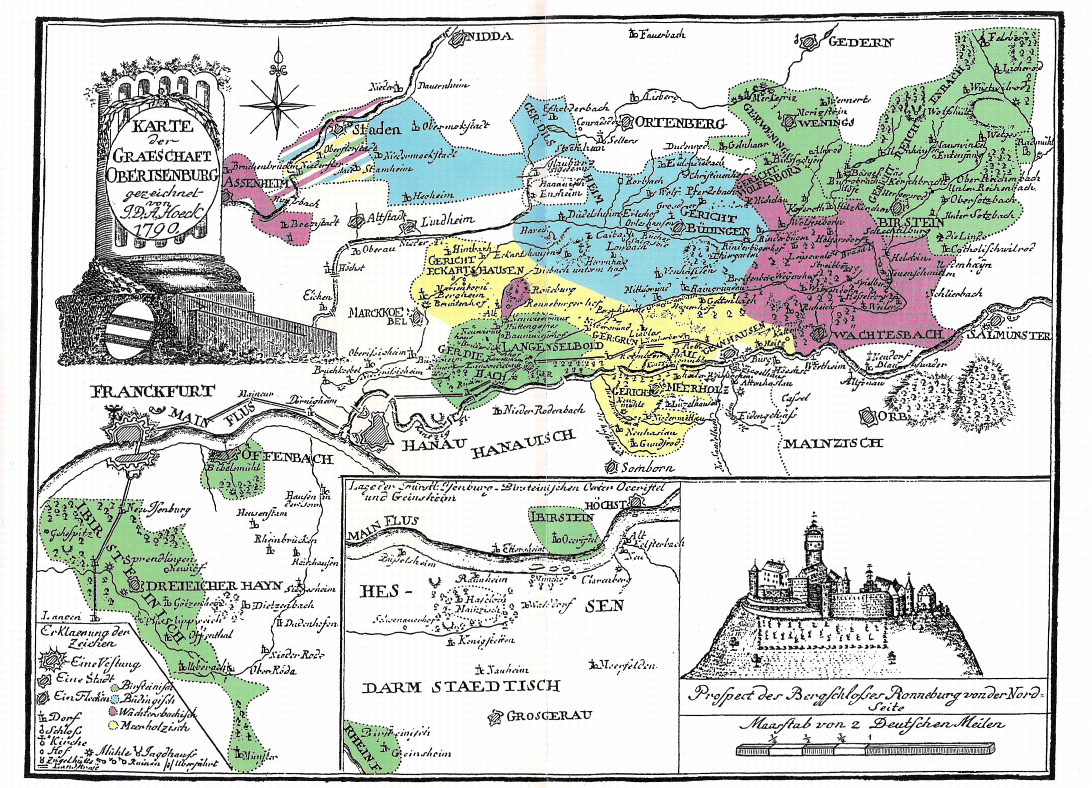
Grafschaft Oberisenburg, Karte von J. D. A. Hoeck 1790

Ludwig von Isenburg († um 1304), ein Ysenburger (aus Nieder-Isenburg), kam vermutlich über eine Heirat mit der Erbtochter von Büdingen in die südöstliche Wetterau (Ober-Isenburg). Es gelang den Ysenburgern, das ursprünglich in fünf Teile zerfallene Erbe der Büdinger, darunter die Verwaltung des Büdinger Waldes als Teil der Pfalz Gelnhausen, im Verlauf von etwa 150 Jahren größtenteils an sich zu bringen.
Diese Grafschaft Isenburg-Büdingen mit dem Büdinger Schloss als Herrschaftszentrum teilte sich 1511/17 in die Linien Isenburg-Ronneburg und Isenburg-Birstein (Erste Hauptteilung). Die Linie Isenburg-Ronneburg starb 1601 aus, worauf der Gesamtbesitz an Isenburg-Birstein fiel. Die Linie Isenburg-Birstein spaltete sich 1628/31 in die Zweige Isenburg-Büdingen und Isenburg-Offenbach (Zweite Hauptteilung).

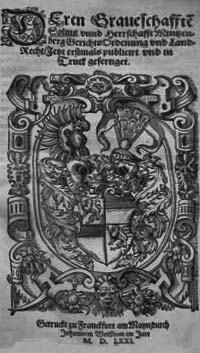
Solmser Landrecht, Titelblatt der Ausgabe von 1571

Ende des 16. Jahrhunderts wurde das Solmser Landrecht im Isenburger Herrschaftsgebiet als Landesrecht eingeführt. Dafür fand ein „besonderer Publicationsakt“ statt. Das Gemeine Recht galt nun nur noch, wenn Regelungen des Solmser Landrechts für einen Sachverhalt keine Bestimmungen enthielten. Das Solmser Landrecht blieb in den Landesteilen, die zu Beginn des 19. Jahrhunderts an das Großherzogtum Hessen fielen, weiter geltendes Recht. Es wurde erst zum 1. Januar 1900 von dem einheitlich im ganzen Deutschen Reich geltenden Bürgerlichen Gesetzbuch abgelöst.

#### Die Landesteilung von 1687, die Entstehung des Büdinger Landes und der Speziallinien
Durch die Dritte Hauptteilung (1684) entstanden die beiden Häuser Ysenburg-Büdingen-Birstein (ab 1744 Fürstentum Isenburg und Büdingen mit Residenz in Birstein bzw. Offenbach) und Ysenburg-Büdingen (Grafschaft mit Residenz in Büdingen). Die letztere teilte sich am 23. Juli 1687 in Meerholz in einem erneuten Rezess (= Vergleich) noch einmal in vier Speziallinien. Sie alle nannten sich Ysenburg und Büdingen und fügten jeweils den Sitz ihrer Linie hinzu (einheitliche Schreibweise jedoch erst ab dem 19. Jahrhundert): Ysenburg-Büdingen in Büdingen (ausgestorben 1941), Ysenburg-Büdingen in Marienborn (ausgestorben 1725), Ysenburg-Büdingen in Meerholz (ausgestorben 1929) und Ysenburg-Büdingen in Wächtersbach (die 1941 ihren Sitz in Büdingen nahmen; es war die einzige Speziallinie, die übrig geblieben war). Die Teil-Grafschaften waren nicht nur durch die Blutsverwandtschaft, sondern insbesondere auch durch Hausverträge (Erbfolgeregelungen) verbunden (Agnaten).
Da das Erbprinzip der Primogenitur in Ysenburg noch nicht eingeführt war, wurde das Territorium 1687 unter den vier Söhnen von Maria Charlotte (1631–1693), Witwe des Johann Ernst I. von Isenburg-Büdingen, Vormünderin ihrer Söhne, geteilt. Der älteste Sohn, Johann Casimir Graf von Isenburg-Büdingen (1660–1693) erhielt Schloss, Stadt und Gericht Büdingen und die umliegenden Dörfer, Ferdinand Maximilian, der zweitälteste Sohn erhielt Schloss und Stadt Wächtersbach, Georg Albrecht erhielt Meerholz und die umliegenden Dörfer und Karl August erhielt Marienborn, im heutigen Büdinger Stadtteil Eckartshausen, mit den umliegenden Dörfern. Da die Linie Ysenburg-Büdingen-Marienborn bald ausstarb, gab es in der Folgezeit neben der (älteren) Hauptlinie Isenburg-Birstein die (neuen) Speziallinien Ysenburg und Büdingen in Büdingen, Ysenburg und Büdingen in Meerholz und Ysenburg und Büdingen in Wächtersbach.
Durch den Tod des Grafen Karl August von Ysenburg-Büdingen-Marienborn 1725 wurde entsprechend seinem Testament der Marienborner Besitz aufgeteilt, die Ämter Gründau und Eckartshausen, sowie die Dörfer Gettenbach und Haitz kamen zu Ysenburg-Büdingen-Meerholz.
Jede der nunmehr drei Grafschaften umfasste jetzt ca. 200 km² mit ca. 6 500 Einwohnern bei Einnahmen von ca. 35 000 fl.
Graf Wolfgang Ernst I. zu Isenburg und Büdingen (Birsteiner Linie) wurde am 23. Mai 1744 von Kaiser Karl VII. in den Fürstenstand erhoben; aber erst 1803 erhielt sein Nachfolger einen Sitz im Reichsfürstenrat.

#### Neuer Staat im Rheinbund – Souveräner Fürst
1806 trat das Fürstentum Isenburg (-Birstein) – nicht ganz freiwillig – dem Rheinbund bei und vereinigte alle isenburgische Lande, also auch die ysenburgischen Grafschaften Büdingen, Meerholz und Wächtersbach. Nach der faktischen Auflösung des Rheinbunds war das Fürstentum zunächst besetztes Feindesland (Generalgouvernement Frankfurt), wurde dann mediatisiert und kam 1815 zu Österreich und anschließend 1816 nach einer Teilung zu Hessen-Darmstadt und Hessen-Kassel (der südlich des Mains gelegene Teil im heutigen Kreis und der Stadt Offenbach und der westliche Teil des größtenteils nördlich der Kinzig gelegenen Teils zum Großherzogtum Hessen, der östliche des nördlichen Teils zum Kurfürstentum Hessen). Im Haus Hessen war von diesem Zeitpunkt an „Fürst zu Isenburg“ Bestandteil des Titels. Die isenburgischen Souveränitätslande wurden im Großherzogtum als hessen-darmstädtischer Landratsbezirk Offenbach und Landratsbezirk Büdingen und der kurhessische Teil im Kreis Gelnhausen organisatorisch weiter geführt.

#### Standesherren im Großherzogtum Hessen und im Kurfürstentum Hessen
Graf Ernst Casimir III. von Ysenburg-Büdingen-Büdingen wurde 1840 vom Großherzog (Hessen-Darmstadt) als Ernst Casimir I., und Ferdinand Maximilian von Ysenburg-Büdingen-Wächtersbach wurde 1865 vom Kurfürst (Hessen-Kassel) in den Fürstenstand erhoben. Die beiden Linien nannten sich seit der Erhebung in den Fürstenstand „Fürsten zu Ysenburg und Büdingen“ (wie auch die Wächtersbacher Linie ab 1941, nach dem Aussterben aller anderen Linien).
Bis heute existieren die (katholische) fürstliche Linie Isenburg (-Birstein) sowie die (evangelisch-reformierte) fürstliche Linie Ysenburg und Büdingen, die als mediatisierte Häuser dem Hochadel „zweiter Abteilung“ angehören. Nachkommen der Linie Ysenburg-Philippseich sind die Grafen von Büdingen.

## Linien

Stammwappen der Isenburg nach GHdA

### Übersicht Nieder-Isenburg
- Isenburg,[10] teilt sich 1137 in:
  - Isenburg, später Isenburg-Braunsberg, teilt sich ca. 1210 in:
    - Isenburg-Wied (bis 1454, dann durch Heirat an die Herren von Runkel)
    - Nieder-Isenburg, teilt sich 1502 in
      - Isenburg-Grenzau (1502–1664), (jüngere Linie) (ausgestorben 1664)
      - Isenburg-Neumagen (1554 durch Heirat an die Grafen von Sayn)

  - Isenburg-Kobern (1173–1303)
  - Isenburg-Kempenich (1197–1424)
  - Isenburg-Grenzau (seit 1215), (ältere Linie), teilt sich 1248 in
    - Isenburg-Limburg (1248–1406)
    - Isenburg-Grenzau, teilt sich 1287 in
      - Isenburg-Arenfels (bis 1371, dann durch Heirat an Isenburg-Wied)
      - Isenburg-Cleeberg, teilt sich 1340 in
        - Isenburg-Büdingen (siehe Übersicht Ober-Isenburg)
        - Isenburg-Grenzau (1240–1340) (mittlere Linie)

      - Isenburg-Grenzau (1287–1305)

### Übersicht Ober-Isenburg
- Isenburg-Büdingen (seit 1340, 1442 Reichsgrafen), teilt sich 1511 in:
  - Isenburg-Ronneburg (ausgestorben 1601)
  - Isenburg-Birstein (seit 1511) teilt sich 1628/31 in:
    - Isenburg-Offenbach (seit 1631) teilt sich 1685 in:
      - Isenburg-Offenbach (ausgestorben 1718)
      - Isenburg-Birstein teilt sich 1711 in:
        - Isenburg-Birstein, 1744 gefürstet, von da an „Isenburg“, ab 1920 von Isenburg (bis heute), 1806–1815 Fürstentum im Rheinbund
        - Isenburg-Philippseich (bis 1920 Grafen zu Ysenburg und Büdingen in Philippseich)

    - Isenburg-Büdingen (seit 1628) teilt sich 1685 in:
      - Isenburg-Büdingen-Büdingen, seit 1840 Fürsten zu Ysenburg und Büdingen in Büdingen (bis 1941, ausgestorben 1965)
      - Isenburg-Wächtersbach, seit 1865 (bis 1941) Fürsten zu Ysenburg und Büdingen in Wächtersbach, ab 1941 (bis heute) Fürsten zu Ysenburg und Büdingen
      - Isenburg-Meerholz (ausgestorben 1929, bis 1929 Grafen zu Ysenburg und Büdingen in Meerholz)
      - Isenburg-Marienborn (ausgestorben 1725)

## Regenten

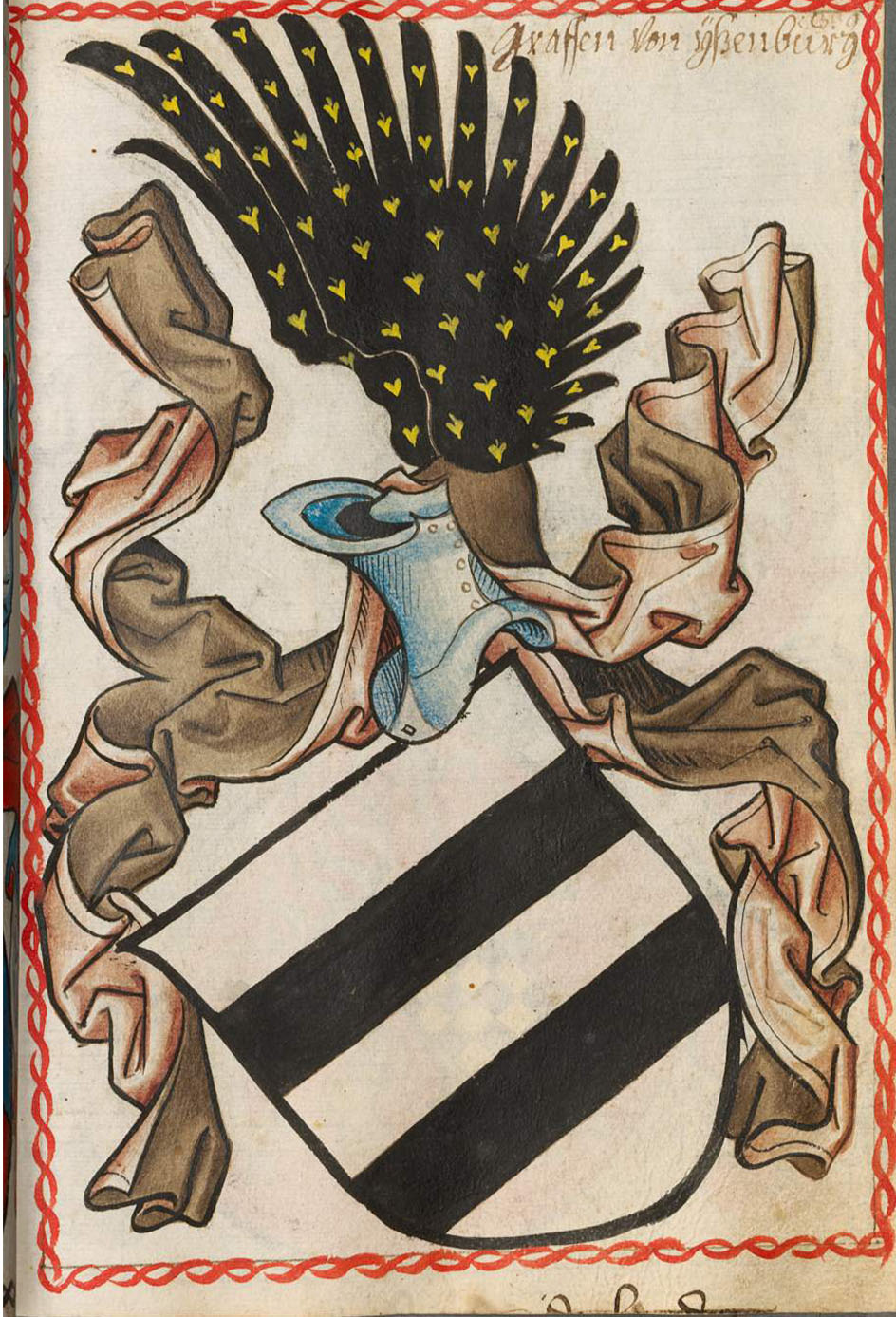
Wappen der Grafen Isenburg
Scheiblersches Wappenbuch 1450–1480

### Grafen von Isenburg (1100–1147)
- 1100–1110 gemeinschaftliche Regierung zwischen Gerlach I. von Isenburg, 1075–1110 Herr von Rommersdorf, 1092 Vogt von Hönningen, (* um 1040; † 1110) (Sohn von Reginbold) und Rembold I. von Isenburg, 1075–1117 Herr von Rommersdorf, 1100–1117 Graf von Isenburg, Klostergründer von Rommersdorf, (* um 1040; † nach 1117)
- 1110–1117 Gerlach I. von Isenburg, 1075–1110 Herr von Rommersdorf, 1092 Vogt von Hönningen, (* um 1040; † nach 1117)
- 1117–1121 gemeinschaftliche Regierung zwischen Rembold II. von Isenburg, (* um 1070; † nach 1121) (Sohn von Gerlach I. von Isenburg), ⚭ Katharina von Arnstein und Gerlach von Isenburg, (* um 1075; † nach 1121) (Sohn von Gerlach I. von Isenburg)
- 1121–1147 Gerlach II. von Isenburg, 1136 Vogt von Hönningen, (* um 1100; † 1147) (Sohn von Rembold II. von Isenburg und Katharina von Arnstein), ⚭ Jutta von Arnstein

Erbteilung unter den Söhnen Gerlachs II. von Isenburg, die Gerlach'sche und Rembold'sche Linie entsteht

### Herren von Isenburg (Gerlachische Linie, 1147–1220)
- 1147–1167 Gerlach IV. von Isenburg, (* um 1130; † vor 1167) (Sohn von Gerlach III. von Isenburg und Jutta von Arnstein), ⚭ N.N. von Leiningen
- 1167–1203 gemeinschaftliche Regierung zwischen Gerlach V. von Isenburg, Herr von Kobern, (* um 1150; † 1220) (Sohn von Gerlach IV. von Isenburg und N.N. von Leiningen), ⚭ N.N. von Kobern und Heinrich I. von Isenburg, (* vor 1155; † 1227) (Sohn von Gerlach IV. von Isenburg und N.N. von Leiningen), ⚭ N.N. (von Leiningen oder Sayn)

### Herren von Isenburg (Remboldische Linie, 1147–1210)
- 1147–1175 Rembold IV. von Isenburg, (* um 1135; † 1175) (Sohn von Gerlach II. von Isenburg und Jutta von Arnstein)
- 1175–1210 gemeinschaftliche Regierung zwischen Rembold V. von Isenburg, 1197–1210 Herr von Isenburg-Kempenich, (* 1157; † um 1220) (Sohn von Rembold IV. von Isenburg), ⚭ Hedwig von Wied-Kempenich und Bruno I. von Isenburg, nannte sich ab 1200 Herr von Isenburg-Braunsberg, (* um 1160; † vor 1210) (Sohn von Rembold IV. von Isenburg), ⚭ Theodora von Wied

### Herren von Isenburg-Braunsberg (1200–1329)
- 1175–1210 Bruno I. von Isenburg-Braunsberg (* um 1160; † vor 8. Oktober 1210), 1175–1210 Herr von Isenburg,  (Sohn von Rembold IV. von Isenburg), ⚭ Theodora von Wied (* um 1160; † nach 1218), Tochter von Dietrich I. von Wied (* vor 1157; † um 1200), zu einer Hälfte Besitzerin der Grafschaft Wied.
- 1210–1255 Bruno II. von Isenburg-Braunsberg (* um 1179; † vor 1255), ab 1243 zu einem Viertel Besitzer der Grafschaft Wied, Herr von Isenburg, 1210–1218 Vogt von Gladbach, (Sohn von Bruno I. von Isenburg und Theodora von Wied), ⚭ Johanna. Brunos Bruder Dietrich I. von Isenburg (* 1185; † 1254), war ebenfalls zu einem Viertel Besitzer der Grafschaft Wied.
- 1255–1278 Bruno III. von Isenburg-Braunsberg (* um 1230; † um 1279), Herr von Isenburg, (Sohn von Bruno II. von Isenburg-Braunsberg und Johanna), seit 1244 zu einem Viertel Besitzer der Grafschaft Wied,    ⚭ I) Sophie von Runkel-Westerburg (* um 1240; † vor 26. März 1266), ⚭ II) 1266 Isalda (Isabelle) von Heinsberg-Sponheim (* um 1250; † nach 1327), zu einem Viertel Besitzerin der Grafschaft Wied.
- 1278–1327 Johann I. von Isenburg-Braunsberg (* um 1270; † 10. April 1327), zu einer Hälfte Besitzer der Grafschaft Wied, Herr von Isenburg,  (Sohn von Bruno III. von Isenburg-Braunsberg und Isalda von Heinsberg-Sponheim), ⚭ I) Agnes von Nieder-Isenburg († 1314), ⚭ II) Margarethe von Wickradt. Johanns Sohn Bruno IV. (* um 1290; † 23. August 1225), war ebenfalls zu einer Hälfte Besitzer der Grafschaft Wied.
- 1327–1329 Wilhelm I. von Isenburg-Braunsberg (* um 1307; † 17. Juli 1383), ab 1328 zu einer Hälfte Besitzer der Grafschaft Wied, Herr von Isenburg,  (Sohn von Bruno IV. von Isenburg-Braunsberg (* um 1290; † 23. August 1325) und Heilwig von Katzenelnbogen (* um 1290; † 17. September 1333), Enkel von Johann I. von Isenburg-Braunsberg (* um 1270; † 10. April 1327) und Agnes von Isenburg-Grenzau († 1316), ⚭ I) 1329 bis 12. September 1351 Agnes von Virneburg, zu einer Hälfte Besitzerin der Grafschaft Wied (* vor 1309; † vor 26. Dezember 1352), ⚭ II) 27. September 1351 Johanna von Jülich (* um 1335; † 21. Februar 1367), ⚭ III) um 1367 Lysa (Elisabeth) von Isenburg-Arenfels († 30. November 1403); Durch die Vermählung mit Agnes von Virneburg 1329 konnte Wilhelm I. nach fast einem Jahrhundert die Grafschaft Wied wieder vereinen.

### Grafen von Isenburg-Wied (1330–1462)
- 1330–1383 Wilhelm I. von Isenburg-Wied (* vor 1324; † 17. Juli 1383), Herr von Isenburg, (Sohn von Bruno IV. von Isenburg-Braunsberg (* um 1290; † 23. August 1325) und Heilwig von Katzenelnbogen (* um 1290; † 17. September 1333), Enkel von Johann I. von Isenburg-Braunsberg (* um 1270; † 10. April 1327) und Agnes von Isenburg-Grenzau († 1316), ⚭ I) 1329 bis 12. September 1351 Agnes von Virneburg, zu einer Hälfte Besitzerin der Grafschaft Wied (* vor 1309; † vor 26. Dezember 1352), ⚭ II) 27. September 1351 Johanna von Jülich (* um 1335; † 21. Februar 1367), ⚭ III) um 1367 Lysa (Elisabeth) von Isenburg-Arenfels († 30. November 1403)

- 1383–1404 gemeinschaftliche Regierung zwischen Wilhelm II. Isenburg-Wied, (* um 1352; † nach 11. März 1409), 1352 Propst von St. Maria in Aachen, Herr von Isenburg, (Sohn von Wilhelm I. von Isenburg-Wied (* vor 1324; † 17. Juli 1383) und Johanna von Jülich (* um 1335; † 21. Februar 1367) und Gerlach I. von Isenburg-Wied, Herr von Isenburg, (* um 1365; † 5. Februar 1413) (Sohn von Wilhelm I. von Isenburg-Wied und Lysa (Elisabeth) von Isenburg-Arenfels († 30. November 1403), ⚬ 1369 Bertha von Westerburg († 1418), ⚭ 27. September 1376 Agnes von Isenburg-Büdingen (* um 1360/65; † nach 9. Juli 1402)

- 1404–1411 Gerlach I. von Isenburg-Wied (* um 1365; † nach 1411), Herr von Isenburg, Sohn von Wilhelm I. von Isenburg-Wied und Lysa (Elisabeth) von Isenburg-Arenfels († 30. November 1403), ⚬ 1369 Bertha von Westerburg († 1418), ⚭ 27. September 1376 Agnes von Isenburg-Büdingen (* um 1360/65; † nach 9. Juli 1402)

- 1411–1462 Wilhelm III. von Isenburg-Wied, Herr von Isenburg, (* um 1395; † 22. Oktober 1462), Sohn von Gerlach I. von Isenburg-Wied (* um 1365; † nach 1411) und Agnes von Isenburg-Büdingen (* um 1360/65; † nach 9. Juli 1402), ⚭ Philippa von Heinsberg-Loon († 14. Januar 1464)

### Herren von Nieder-Isenburg (1213–1502)
- 1213/18–1219 Salentin I. von Nieder-Isenburg, 1210–1213/18 Herr von Kempenich (* um 1189; † 1219 auf dem Kreuzzug) (Sohn von Rembold V. von Isenburg-Kempenich und Hedwig von Wied-Kempenich)
- 1219–1273 Dietrich II. der Jüngere von Nieder-Isenburg, (* um 1205; † um 1273) (Sohn von Salentin I. von Nieder-Isenburg), ⚭ Jutta von Merenberg (* um 1244; † nach 1300)
- 1273–1300 Salentin I. von Nieder-Isenburg, (* nach 1260; † um 1300) (Sohn von Dietrich II. der Jüngere von Nieder-Isenburg und Jutta von Merenberg), ⚭ Agnes von Westerburg
- 1300–1334 Salentin II. von Nieder-Isenburg, (* vor 1300; † nach 1334) (Sohn von Salentin I. von Nieder-Isenburg und Agnes von Westerburg), ⚭ Mechthild von Isenburg-Kobern († nach 1344)
- 1334–1355 Salentin III. von Nieder-Isenburg, (* vor 1319; † um 1355) (Sohn von Salentin II. von Nieder-Isenburg und Mechthild von Isenburg-Kobern), ⚭ Katharina von Solms
- 1355–1419 Salentin IV. von Nieder-Isenburg, († um 1386/1419) (Sohn von Salentin III. von Nieder-Isenburg und Katharina von Solms), ⚭ Adelheid von Isenburg-Arenfels
- 1419–1458 Salentin V. von Nieder-Isenburg, († 1458) (Sohn von Salentin IV. von Nieder-Isenburg und Adelheid von Isenburg-Arenfels), ⚭ Adelheid von Isenburg-Grenzau (* um 1372; † nach 1404)
- 1458–1490 Gerlach II. von Nieder-Isenburg, (* um 1400; † um 1490) (Sohn von Salentin V. von Nieder-Isenburg und Adelheid von Isenburg-Grenzau), ⚭ Jutta von Eppstein-Münzenberg († nach 21. Mai 1451)
- 1490–1502 Gerlach III. von Nieder-Isenburg, (* um 1430; † um 1502) (Sohn von Gerlach II. von Nieder-Isenburg und Jutta von Eppstein-Münzenberg), ⚭ Hildegard von Sierck (* 1430; † nach 14. Mai 1478)

Erbteilung unter den Söhnen Gerlachs III. in Herrschaft Isenburg-Neumagen und Herrschaft Isenburg-Grenzau.

### Herren und Grafen von Isenburgin Büdingen(seit 1340)
- 1340–1378 Heinrich II. von Isenburg in Büdingen, (* um 1300; † 1379) (Sohn von Lothar von Isenburg-Cleeberg, († 1340/41) und Isengard von Falkenstein-Lich († nach 1326)), ⚭ Adelheid von Hanau (* 1311–1313; † nach 1378)
- 1378–1395 Johann I. von Isenburg in Büdingen, (* um 1325/39, † 1395), (Sohn von Heinrich II. in Büdingen (* um 1300; † 1379) und  Adelheid von Hanau (* 1311–1313; † nach 1387)) ⚭ Sophie von Wertheim († 1387);
- 1395–1408 Johann II. von Isenburg in Büdingen, (* 1360; † 1408), (Sohn von Johann I. in Büdingen (* um 1325/39, † 1395) und Sophie von Wertheim († 1387)) ⚭ Margarete von Katzenelnbogen (* um 1365 † 1438);
- 1408–1461 Diether I. von Isenburg in Büdingen (um 1390 † 20. November 1461), Graf ab 1442, (Sohn von Johann II. von Isenburg in Büdingen (* 1360; † 1408) und Margarete von Katzenelnbogen (* um 1365; † 1438)) ⚭ Elisabeth von Solms-Braunfels († 17. Juli 1451);
- 1461–1511 Ludwig II. von Isenburg in Büdingen (* 1422; † 1511) (Sohn von Diether I. von Isenburg in Büdingen (um 1390 † 20. November 1461) und Elisabeth von Solms-Braunfels († 17. Juli 1451)) ⚭ Maria von Nassau-Wiesbaden-Idstein (* 1438; † 14. Januar 1480);

Erbteilung unter den Söhnen Ludwigs II. in Grafen von Isenburg und Büdingen zu Birstein (Johann V. (1476–1533)) sowie bis 1601 Grafen von Isenburg und Büdingen zu Ronneburg (Philipp I. (1467–1526)), danach dessen Sohn Anton von Isenburg-Büdingen-Ronneburg.

### Grafen von Isenburg und Büdingen zu Ronneburg (1511–1601)
- 1511–1526 Graf Philipp von Isenburg-Büdingen-Ronneburg (* 1467, † 1526), (Sohn von Ludwig II. von Isenburg in Büdingen und Maria von Nassau-Wiesbaden-Idstein (* 1438; † 10. Januar 1480)) ⚭ Amalie von Rieneck
- 1518–1560 Graf Anton von Isenburg-Büdingen-Ronneburg (* 1501, † 1560), (Sohn von Philipp I. von Isenburg-Büdingen-Ronneburg und Amalie von Rieneck (* 29. November 1478; † 1543)) ⚭ Elisabeth von Wied-Runkel (* 1509; † 1542)
- 1560–1566 gemeinschaftliche Regierung der drei Söhne Antons und Elisabeth von Wied-Runkel (* 1509; † 1542):  Georg, Wolfgang und Heinrich, danach Teilung:
- 1566–1577 Graf Georg von Ysenburg-Ronneburg (* 1528, † 1577), (Sohn von Anton von Isenburg-Büdingen-Ronneburg und Elisabeth von Wied-Runkel (* 1509; † 1542)), keine Nachkommen
- 1566–1597 im Kelsterbacher Landesteil: Graf Wolfgang von Ysenburg-Ronneburg (* 1533, † 1597), (Sohn von Anton von Isenburg-Büdingen-Ronneburg und Elisabeth von Wied-Runkel (* 1509; † 1542)), keine Nachkommen
- 1566–1597 im Ronneburger Landesteil, danach bis zu seinem Tod in der gesamten Grafschaft: Graf Heinrich von Ysenburg-Ronneburg (* 1537, † 1601), (Sohn von Anton von Isenburg-Büdingen-Ronneburg und Elisabeth von Wied-Runkel (* 1509; † 1542)), keine Nachkommen

fällt danach an Grafen von Ysenburg und Büdingen in Birstein.

### Grafen von Isenburg und Büdingen zu Birstein (1511–1633)
- 1511–1533 Graf Johann V. von Isenburg (Ysenburg) und Büdingen in Birstein (* 1476, † 18. Mai 1533), (Sohn von Ludwig II. von Isenburg in Büdingen und Marie von Nassau-Wiesbaden-Idstein (* 1438, † 10. Januar 1480)) ⚭ Anna von Schwarzburg-Blankenburg (* 23. Februar 1497; † nach 1554);
- 1533–1596 Graf Philipp II. von Isenburg-Büdingen in Birstein (23. Mai 1526; 5. April 1596), (Sohn von Johann V. von Isenburg und Büdingen in Birstein und Anna von Schwarzburg-Blankenburg (* 23. Februar 1497; † 1546)) ⚭ Irmgard von Solms-Braunfels (* 1536; † 1. Oktober 1577);
- 1596–1633 Graf Wolfgang Ernst I. von Isenburg-Büdingen in Birstein, Burggraf von Gelnhausen (* 1560; † 1633), (Sohn von Philipp II. von Isenburg-Büdingen in Birstein und Irmgard zu Solms-Braunfels (* 1536; † 1577)) ⚭ Anna Katharina von Gleichen-Remda (* 1565; † 3. März 1598);

Erbteilung in Grafen von Isenburg-Büdingen in Büdingen und Grafen von Isenburg-Büdingen in Offenbach.

### Grafen von Isenburg-Büdingen in Offenbach (1633–1718)
- 1633–1635 Graf Wolfgang Heinrich von Isenburg-Büdingen in Offenbach und Dreieich, (* 1588; † 1635), (Sohn von Wolfgang Ernst I. von Isenburg-Büdingen in Birstein und Anna (Katharina) von Gleichen-Remda († 3. März 1598)) ⚭ Maria Magdalena von Nassau-Wiesbaden (* 11. August 1592; † 13. Januar 1654)
- 1635–1685 Graf Johann Ludwig von Isenburg und Büdingen in Offenbach, (* 1622; † 1685), (Sohn von Wolfgang Heinrich von Isenburg-Büdingen in Offenbach und Dreieich und Maria Magdalena von Nassau Wiesbaden (* 11. August 1592; † 13. Januar 1654)) ⚭ Luise von Nassau-Dillenburg (* 1623; † 1665); (durch Erbteilung an Isenburg-Birstein)
- 1685–1718 Graf Johann Philipp von Isenburg-Offenbach in Offenbach, (Sohn von Johann Ludwig von Isenburg und Büdingen in Offenbach und Luise von Nassau-Dillenburg (* 1623, † 1665)) ⚭ Friederike Wilhelmine Charlotte von Sayn-Wittgenstein-Berleburg (* 23. Juni 1684; † 26. Juni 1731)

Fällt an Grafen von Ysenburg und Büdingen in Birstein.

### Grafen und Fürsten zu Isenburg und Büdingenin Birstein(1685–1918)

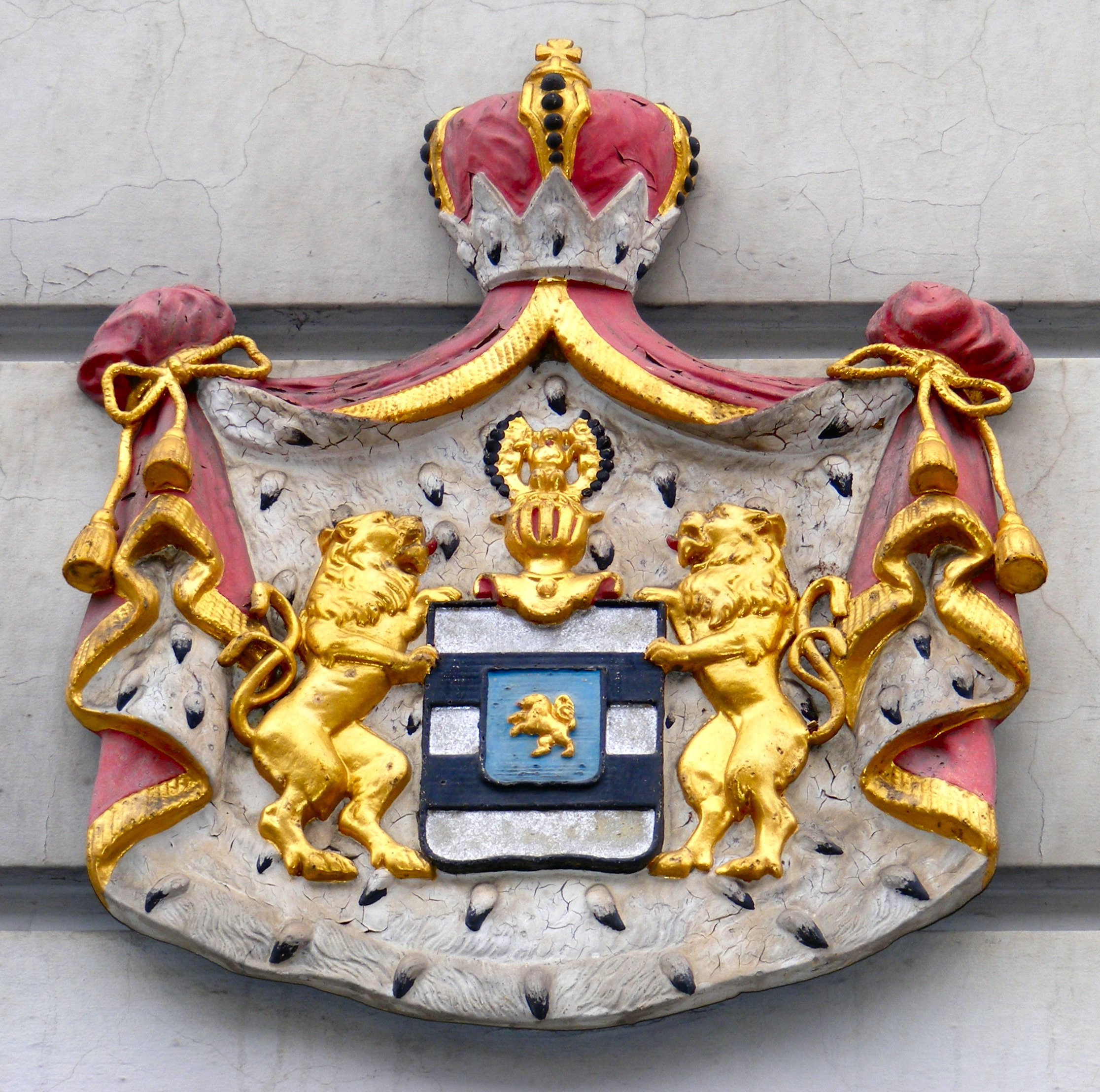
Wappen Ysenburg-Büdingen in Fulda

- 1685–1711 Graf Wilhelm Moritz zu Ysenburg und Büdingen in Birstein (* 1657; † 1711), (Sohn von Johann Ludwig von Isenburg und Büdingen in Offenbach (* 1622; † 23. Februar 1685) und Luise von Nassau-Dillenburg (* 23. Mai 1623; † 17. November 1665)) ⚭ Anna Amalie von Ysenburg-Büdingen (* 21. Oktober 1653; † 12. März 1700)
- 1711–1754 Graf Wolfgang Ernst I. zu Isenburg und Büdingen (* 1686; † 1754), seit 23. Mai 1744 (Reichs-)Fürst zu Isenburg und Büdingen, (Sohn von Wilhelm Moritz zu Ysenburg und Büdingen in Birstein und Anna Amalie von Ysenburg-Büdingen (* 23. Oktober 1653; † 12. März 1700)) ⚭ Friederike Elisabeth von Leiningen zu Leiningen-Dagsburg-Hartenburg (* 1681; † 1717)
- 1754–1803 Fürst Wolfgang Ernst II. zu Isenburg und Büdingen (* 1735; † 1803), (Enkel von Wolfgang Ernst I. und Friederike Elisabeth von Leiningen zu Leiningen-Dagsburg-Hartenburg, Sohn von Wilhelm Emich Christoph von Isenburg (1708–1741) und Amalie Belgika, zu Ysenburg und Büdingen in Marienborn (* 29. Februar 1716; † 2. Januar 1799)) ⚭ Sophie Charlotte von Anhalt-Bernburg-Schaumburg-Hoym (* 3. April 1743; † 5. Dezember 1781)
- 1803–1820 Fürst Carl zu Isenburg und Büdingen (* 1766; † 1820), (Sohn von Wolfgang Ernst II. zu Isenburg und Büdingen und Sophie Charlotte von Anhalt-Bernburg-Schaumburg-Hoym (* 3. April 1743; † 5. Dezember 1781)) ⚭ Charlotte Auguste Wilhelmine zu Erbach-Erbach (* 5. Juni 1777; † 21. Mai 1846)
- 1820–1866 Fürst Wolfgang Ernst III. zu Isenburg und Büdingen (* 1798; † 1866), (Sohn von Carl zu Isenburg und Büdingen und Charlotte Auguste Wilhelmine zu Erbach-Erbach (* 5. Juni 1777; † 21. Mai 1846)) ⚭ Adelheid zu Erbach-Fürstenau (* 23. März 1795; † 5. Dezember 1858)
- 1866–1899 Fürst Karl II. zu Isenburg und Büdingen (* 1838; † 1899), (Neffe von Wolfgang Ernst III. zu Isenburg und Büdingen, Enkel von Carl zu Isenburg und Büdingen, Sohn von Viktor zu Isenburg und Büdingen (* 1802; † 1843) und Maria zu Löwenstein-Wertheim-Rosenberg (* 3. August 1813; † 19. März 1878)) ⚭ Maria Luisa von Österreich-Toskana (* 1845; † 1917)
- 1899–1918 Fürst Franz Joseph zu Isenburg und Büdingen (* 1869; † 1939), seit 1913 Fürst von Isenburg, (Sohn von Karl II. zu Isenburg und Büdingen und Maria Luisa von Österreich-Toskana (* 31. Oktober 1845; † 27. August 1917)) ⚭ Friederike Maria Theresia  zu Solms-Braunfels (* 1873; † 1927)

### Chefs des Hauses Isenburg (seit 1918)
- 1918–1939 Fürst Franz-Joseph zu Isenburg-Birstein (* 1869; † 1939), Standesherr und Chef des Hauses Isenburg-Birstein (seit 1913 von Isenburg), (Sohn von Karl II. zu Isenburg und Büdingen (* 1838; † 1899) und Maria Luisa von Österreich-Toskana (* 31. Oktober 1845; † 27. August 1917)) ⚭ Friederike Maria Theresia  zu Solms-Braunfels (* 1873; † 1927)
- 1939–1956 Franz Ferdinand von Isenburg (* 1901; † 1956), (Sohn von Franz-Joseph zu Isenburg-Birstein und Friederike Maria Theresia  zu Solms-Braunfels (* 29. März 1873; † 21. April 1927)) ⚭ Irina Tolstoi (* 1917; † 1998)
- 1956–2018 Franz Alexander von Isenburg (* 1943; † 2018), (Sohn von Franz Ferdinand von Isenburg und Irina Tolstoi (* 26. Januar 1917, † 20. Juni 1998)) ⚭ Elisabeth Christine von Saurma (* 2. Oktober 1941;    )
- 2018–0000 Alexander von Isenburg (* 1969), (Sohn von Franz Alexander von Isenburg (* 22. Juli 1943; † 5. Mai 2018) und Elisabeth Christine von Saurma (* 2. Oktober 1941)) ⚭ Sarah Lorenz (* 12. Februar 1981;   )

### Grafen und Fürsten von Ysenburg-Büdingen in Büdingen (1633–1918)
- 1633–1673 Graf Johann Ernst I. von Isenburg-Büdingen (* 1625; † 1673), (Sohn von Wolfgang Ernst I. zu Isenburg und Büdingen in Birstein und Juliane zu Sayn-Wittgenstein (* 26. Februar 1583; † 8. Februar 1629)) ⚭ Marie Charlotte zu Erbach (* 24. März 1631; † 8. Juni 1693)
- 1673–1693 Graf Johann Casimir von Isenburg-Büdingen (* 1660; † 1693), (Sohn von Johann Ernst I. von Isenburg-Büdingen und Marie Charlotte zu Erbach (* 24. März 1631; † 8. Juni 1693)) ⚭ Sophie Elisabeth zu Isenburg-Birstein (* 10. Juli 1650; † 3. September 1692)
- 1693–1708 Graf Johann Ernst II. von Isenburg-Büdingen (* 1683; † 1708), (Enkel von Wolfgang Ernst I. zu Isenburg und Büdingen, Sohn von Wilhelm Emich Christoph zu Isenburg (* 1708; † 1741) und Amalie Belgika zu Ysenburg-Marienborn (* 29. Februar 1716; † 2. Januar 1799))
- 1708–1749 Graf Ernst Casimir I. zu Ysenburg und Büdingen (* 1687; † 1749), (Sohn von Johann Casimir von Isenburg-Büdingen (* 10. Juli 1660, † 23. September 1693) und Sophie Elisabeth zu Isenburg-Birstein (* 10. Juli 1650; † 3. September 1692)) ⚭ Christina Eleonore zu Stolberg-Gedern (* 12. September 1692; † 30. Januar 1745)
- 1749–1768 Graf Gustav Friedrich von Isenburg-Büdingen (* 1715; † 1768), (Sohn von Ernst Casimir I. zu Ysenburg und Büdingen (* 1687; † 1749) und Christina Eleonore zu Stolberg-Gedern (* 12. September 1692; † 30. Januar 1745)) ⚭ Dorothea Benedikte von Reventlow (* 13. Oktober 1734; † 20. Dezember 1766)
- 1768–1775 Graf Ludwig Casimir von Isenburg-Büdingen (* 1710; † 1775), (Sohn von Ernst Casimir I. zu Ysenburg und Büdingen (* 1687; † 1749) und Christina Eleonore zu Stolberg-Gedern (* 12. September 1692; † 30. Januar 1745)) ⚭ Auguste Friederike zu Stolberg-Wernigerode (4. September 1743; † 9. Januar 1783)
- 1775–1801 Graf Ernst Kasimir II. von Isenburg-Büdingen (* 1757; † 1801), (Enkel von Ernst Casimir I. zu Ysenburg und Büdingen (* 1687; † 1749), Sohn von Ernst Dietrich zu Isenburg (* 30. Oktober 1717; † 26. Dezember 1758) und Dorothea zu Isenburg und Büdingen in Birstein (23. September 1723; † 10. Februar 1777)) ⚭ Eleonore Augusta Amalie von Bentheim-Steinfurth (* 26. April 1754; † 18. Februar 1827)
- 1801–1848 Graf Ernst Casimir III. von Isenburg-Büdingen (* 1781; † 1852), (Sohn von Ernst Casimir II. von Isenburg-Büdingen (* 1757; † 1801) und Eleonore Augusta Amalie von Bentheim-Steinfurth (* 26. April 1754; † 18. Februar 1827)) ⚭ Ferdinande zu Erbach-Schönberg (* 23. Juli 1784; † 24. September 1848)

seit 1840 als
- 1840–1848 Fürst Ernst Casimir I. zu Ysenburg und Büdingen, resignierte 1848, (* 1781; † 1852), (Sohn von Ernst Casimir II. von Isenburg-Büdingen und Eleonore Augusta Amalie von Bentheim-Steinfurth) ⚭ Ferdinande zu Erbach-Schönberg (* 23. Juli 1784; † 24. September 1848)
- 1848–1861 Fürst Ernst Casimir II. zu Ysenburg und Büdingen, (* 1806; † 1861), (Sohn von Ernst Casimir I. zu Ysenburg und Büdingen (* 1781; † 1852) und Ferdinande zu Erbach-Schönberg (* 23. Juli 1784; † 24. September 1848)) ⚭ Thekla Adelheid zu Erbach-Fürstenau (* 9. März 1815; † 13. März 1874)
- 1861–1906 Fürst Bruno zu Ysenburg und Büdingen (* 1837; † 1906), (Sohn von Ernst Casimir II. zu Ysenburg und Büdingen (* 1806; † 1861) und Thekla Adelheid zu Erbach-Fürstenau (* 9. März 1815;† 13. März 1874)) ⚭ Bertha Amalsunde zu Castell-Rüdenhausen (* 4. Juli 1845; † 5. Juli 1927)
- 1906–1918 Fürst Wolfgang zu Ysenburg und Büdingen, (* 1877; † 1920) (Sohn von Bruno zu Ysenburg und Büdingen (* 1837; † 1906) und Bertha Amalsunde zu Castell-Rüdenhausen (* 4. Juli 1845; † 5. Juli 1927)) ⚭ Adelheid von Rechteren-Limpurg-Speckfeld (* 31. März 1881; † 27. Dezember 1970)

### Chefs des Hauses Ysenburg und Büdingenin Büdingen(seit 1918)

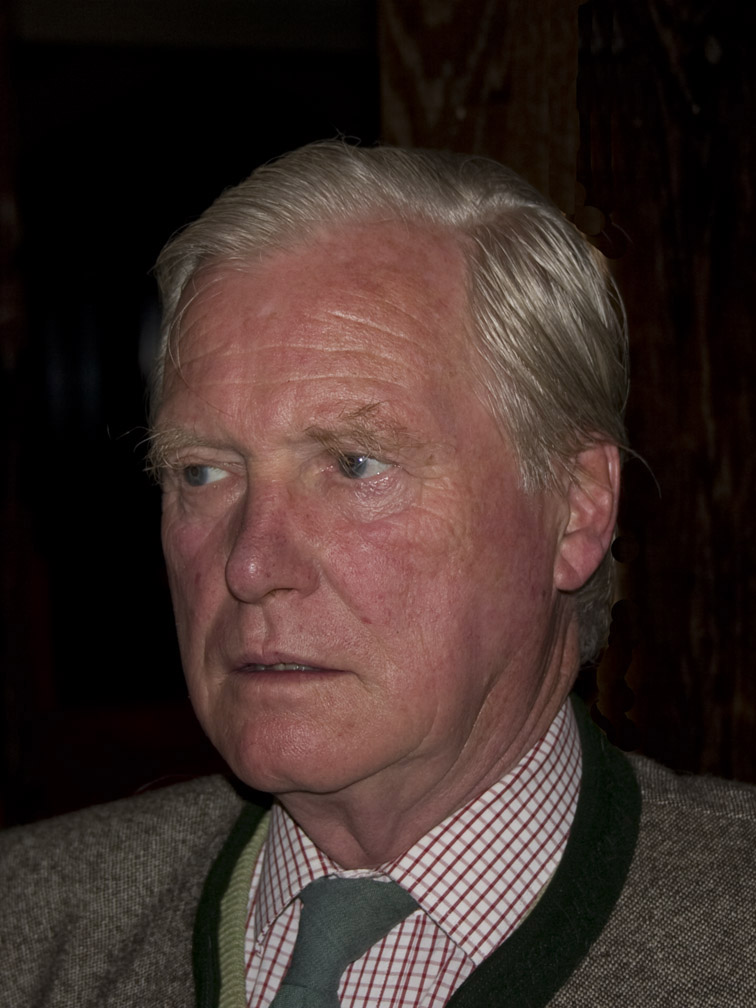
Wolfgang-Ernst zu Ysenburg und Büdingen, 2009

- 1918–1920 Wolfgang Fürst zu Ysenburg und Büdingen in Büdingen (* 1877; † 1920), (Sohn von Bruno zu Ysenburg und Büdingen (* 1837; † 1906) und Berta zu Castell-Rüdenhausen (* 4. Juli 1845, † 5. Juli 1927)) ⚭ Adelheid von Rechteren-Limpurg-Speckfeld (* 31. März 1881; † 27. Dezember 1970)
- 1920 (Gustav) Alfred Fürst zu Ysenburg und Büdingen in Büdingen (* 1841; † 1922), verzichtete 30. Juli 1920, (Enkel von Ernst Casimir III.(I.) (* 1781; † 1852), Sohn von Gustav (* 1813; † 1883) und Bertha von Holleben (* 16. November 1818; † 30. November 1904)) ⚭ Luitgarde zu Castell-Rüdenhausen (* 1843; † 1927)
- 1920–1941 Carl Gustav Fürst zu Ysenburg und Büdingen in Büdingen (* 1875; † 1941), adoptierte 1936 Otto Friedrich von Ysenburg und Büdingen in Wächtersbach, (Sohn von Gustav Alfred zu Ysenburg und Büdingen in Büdingen (* 1841; † 1922) und Luitgarde Sophie zu Castell-Rüdenhausen (* 1843; † 1927)) ⚭ Marie zur Lippe (* 21. Juni 1890; † 27. November 1973)
- 1941–1990 Otto Friedrich Fürst zu Ysenburg und Büdingen (* 1904; † 1990), (Sohn von Erbprinz Ferdinand Maximilian zu Ysenburg und Büdingen in Wächtersbach (* 25. Juni 1880; † 11. März 1927) und Margarethe (Margita) zu Ysenburg und Büdingen in Wächtersbach (* 19. April 1876; † 22. September 1954)) ⚭ Felicitas von Reuss zu Köstritz (* 5. Juli 1914; † 25. Juni 1989)
- 1990 Wolfgang-Ernst Fürst zu Ysenburg und Büdingen (* 1936), (Sohn von Otto Friedrich zu Ysenburg und Büdingen (* 1904; † 1990) und Felicitas von Reuss zu Köstritz (* 1914; † 1989)) ⚭ Leonille Elisabeth zu Sayn-Wittgenstein-Berleburg (* 6. Juli 1941)

### Grafen und Fürsten von Ysenburg-Büdingen in Wächtersbach (1687–1918)
- 1687–1703 Graf Ferdinand Maximilian I. von Ysenburg-Wächtersbach (* 1662; † 1703), (Sohn von Johann Ernst I. von Isenburg-Büdingen (* 1625; † 1673) und Marie Charlotte zu Erbach (* 1631; † 1693)) ⚭ Albertine Maria zu Sayn-Wittgenstein-Berleburg, (* 29. Januar 1663; † 29. November 1711)
- 1715–1755 Graf Ferdinand Maximilian II. von Ysenburg-Wächtersbach (* 1692; † 1755), (Sohn von Ferdinand Maximilian I. von Ysenburg-Wächtersbach (* 1662; † 1703) und Albertine Maria zu Sayn-Wittgenstein-Berleburg, (* 1663; † 1711)) ⚭ (I.) Albertine Ernestine zu Ysenburg und Büdingen in Büdingen (* 25. August 1692; † 11. Juni 1724); ⚭ (II.) Ernestine Wilhelmine zu Stolberg in Gedern (* 9. Januar 1695; † 8. Mai 1759)
- 1755–1778 Graf Ferdinand Casimir I. von Ysenburg-Wächtersbach (* 1716; † 1778), (Sohn von Ferdinand Maximilian II. von Ysenburg-Wächtersbach (* 1692; † 1755) und Albertine Ernestine zu Ysenburg und Büdingen in Büdingen (* 25. August 1692; † 11. Juni 1724)) ⚭ Auguste Caroline zu Isenburg und Büdingen (* 15. Juli 1722; † 30. November 1758)
- 1778–1780 Graf Ferdinand Casimir II. von Ysenburg-Wächtersbach (* 1752; † 1780), (Sohn von Ferdinand Casimir I. von Ysenburg-Wächtersbach (* 1716; † 1778) und Auguste Caroline zu Isenburg und Büdingen (* 15. Juli 1722; † 30. November 1758)) ⚭ Auguste von Bentheim Steinfurt (* 3. September 1755; † 15. November 1798)
- 1780–1782 Graf Albrecht August von Ysenburg-Wächtersbach (* 1717; † 1782), (Sohn von Ferdinand Maximilian II. von Ysenburg-Wächtersbach (* 1692; † 1755) und Albertine Ernestine Gräfin zu Ysenburg und Büdingen in Büdingen (* 25. August 1692; † 11. Juni 1724)) ⚭  (I.) Sophie Dorothea von Rechteren (* 15. August 1706; † 23. Oktober 1758); (II.) Charlotte von Hessen-Philippsthal-Barchfeld  (* 26. April 1725; † 9. Januar 1798)
- 1782–1785 Graf Wilhelm Reinhard von Ysenburg-Wächtersbach (* 1719; † 1785), (Sohn von Ferdinand Maximilian II. von Ysenburg-Wächtersbach (* 1692; † 1755) und Ernestine Wilhelmine zu Stolberg in Gedern (* 1695; † 1759)) ⚭ Auguste  zu Bentheim und Steinfurt (* 3. September 1755; † 15. September 1798)
- 1785–1798 Graf Adolf I. von Ysenburg-Wächtersbach (* 1722; † 1798), seit 1840, (Sohn von Ferdinand Maximilian II. von Ysenburg-Wächtersbach (* 1692; † 1755) und Ernestine Wilhelmine zu Stolberg in Gedern (* 1695; † 1759))
- 1798–1805 Graf Ludwig Maximilian I. von Ysenburg-Wächtersbach (* 1741; † 1805), (Sohn von Ferdinand Maximilian II. von Ysenburg-Wächtersbach (* 1692 † 1755) und Ernestine Wilhelmine zu Stolberg in Gedern (* 1695; † 1759)) ⚭ Auguste Friederike von Sayn-Wittgenstein-Hohenstein (* 27. Februar 1763; † 20. April 1800)
- 1812–1821 Graf Ludwig Maximilian II. von Ysenburg-Wächtersbach (* 1791; † 1821), (Sohn von Ludwig Maximilian I. von Ysenburg-Wächtersbach (* 1741; † 1805) und Auguste Friederike Karoline zu Sayn-Wittgenstein-Hohenstein (* 27. Februar 1763; † 20. April 1800))
- 1821–1846 Graf Adolf II. von Ysenburg-Wächtersbach (* 1795; † 1859), (Sohn von Ludwig Maximilian I. von Ysenburg-Wächtersbach (* 1741; † 1805) und Auguste Friederike Karoline zu Sayn-Wittgenstein-Hohenstein (* 27. Februar 1763; † 20. April 1800)) ⚭ Luise Charlotte Philippine Ferdinande von Philippseich (* 19. Februar 1798; † 23. April 1877)
- 1846–1903 Graf Ferdinand Maximilian III. von Ysenburg-Wächtersbach (* 1823; † 1903), seit 17. August 1865 (kurhessischer) Fürst[11], (Sohn von Adolf II. von Ysenburg-Wächtersbach (* 1795; † 1859) und Luise Charlotte Philippine Ferdinande von Philippseich (* 19. Februar 1798; † 23. April 1877)) ⚭ Augusta Marie von Hanau, von Schaumburg (* 21. September 1829; † 18. September 1887)
- 1903–1918 Fürst Friedrich Wilhelm von Ysenburg-Wächtersbach (* 1850; † 1933), (Sohn von Ferdinand Maximilian III. von Ysenburg-Wächtersbach (* 1824; † 1903) und Augusta Marie Gertrude von Hanau, von Schaumburg (* 1802; † 1875)) ⚭ Anna  von Dobrženský von Dobrženitz (* 1852; † 1913).

### Chefs des Hauses Ysenburg-Büdingen in Wächtersbach (seit 1918)
- 1918–1933 Fürst Friedrich Wilhelm von Ysenburg-Wächtersbach (* 1850; † 1933), (Sohn von Ferdinand Maximilian III. von Ysenburg-Wächtersbach (* 1824; † 1903) und Augusta Marie Gertrude (von Hanau) von Schaumburg (* 1829; † 1887)) ⚭ Anna  von Dobrženský von Dobrženitz (1852–1913).
- 1933–1990 Otto Friedrich III. Fürst zu Ysenburg und Büdingen (* 1904; † 1990), (Enkel von Friedrich Wilhelm von Ysenburg-Wächtersbach, Sohn von Ferdinand Maximilian von Ysenburg-Wächtersbach (* 1880; † 1927) und Margarethe (Margita) von Dönhoff (* 1876; † 1954), adoptiert von Carl Gustav zu Ysenburg und Büdingen in Büdingen (* 1875; † 1941)) ⚭ Felicitas von Reuss zu Köstritz (* 1914; † 1989)
- 1990 Wolfgang-Ernst Fürst zu Ysenburg und Büdingen (* 1936), (Sohn von Otto Friedrich III. zu Ysenburg und Büdingen (* 1904; † 1990) und Felicitas von Reuss zu Köstritz (* 1914; † 1989)) ⚭ Leonille Elisabeth zu Sayn-Wittgenstein-Berleburg (* 6. Juli 1941)

## Bekannte Mitglieder des Hauses Isenburg
- Imagina von Isenburg-Limburg (1225–1313), (Tochter von Gerlach I. aus dem Haus Limburg und Imagina von Blieskastel), Frau von König Adolf von Nassau, auch Landgräfin von Thüringen
- Anna von Isenburg-Büdingen (1460–1522), (Tochter Ludwigs II. von Isenburg-Büdingen und der Gräfin Maria von Nassau-Wiesbaden). verheiratet mit Graf Philipp II. von Hanau-Lichtenberg
- Wilhelm von Isenburg-Grenzau (* zwischen 1460 und 1470; † nach 1532), Deutschordensritter, reformatorischer Schriftsteller in Köln
- Anton von Isenburg-Büdingen zu Ronneburg (1501–1560), (Sohn von Philipp I. von Isenburg-Büdingen-Ronneburg und Amalie von Rieneck (* 29. November 1478; † 1543)), verheiratet mit Elisabeth von Wied-Runkel (* 1509; † 1542) begründete die Linie Ysenburg-Ronneburg. Sein Tod markiert den Beginn einer Periode erbbedingter Teilungen und Wiederzusammenführungen der Grafschaft Isenburg.
- Wolfgang von Ysenburg-Ronneburg (1533–1597), (Sohn von Anton von Isenburg-Büdingen-Ronneburg und Elisabeth von Wied-Runkel (* 1509; † 1542)), Regent über das Amt Langen und in Kelsterbach, auch in Kaiserlichen Diensten, er blieb ohne Erben
- Ehrengard von Isenburg (1577–1637), (Tochter des Grafen Philipp II. von Isenburg-Büdingen (* 23. Mai 1526; † 5. April 1586) und der Gräfin Irmgard von Solms) verheiratet mit Graf Albrecht von Hanau-Münzenberg
- Ernst von Isenburg-Grenzau (1584–1664), Sohn von Salentin von Isenburg-Grenzau (1532–1610) und Gräfin Antonie Wilhelmine von Arenberg (1557–1626), war in 1. Ehe verheiratet mit Caroline Ernestine von Arenberg (1606–1630), Generalgouverneur der Niederlande,
- Christian Ludwig von Isenburg-Birstein (1710–1791), Sohn von Fürst Wolfgang Ernst I. von Isenburg-Büdingen und Gräfin Friederike Elisabeth von Leiningen-Dagsburg (1681–1717); hessen-kasselscher General und deutscher Prinz.
- Johann Casimir von Isenburg-Birstein (1715–1759), Sohn von Fürst Wolfgang Ernst I. von Isenburg-Büdingen und Gräfin Friederike Elisabeth von Leiningen-Dagsburg (1681–1717); deutscher Heerführer.
- Friedrich Wilhelm zu Isenburg und Büdingen (1730–1804), kurbayrischer General-Leutnant
- Carl zu Ysenburg-Büdingen (1763–1832), Standesherr, Mitglied der Ersten Kammer der Landstände des Großherzogtums Hessen
- Heinrich Ferdinand zu Ysenburg-Büdingen (1770–1838),  Standesherr, Mitglied der Ersten Kammer der Landstände des Großherzogtums Hessen
- Ludwig Maximilian zu Ysenburg-Büdingen (1791–1821), Standesherr, Mitglied der Ersten Kammer der Landstände des Großherzogtums Hessen
- Georg zu Ysenburg-Büdingen (1794–1875), Mitglied der kurhessischen Ständeversammlung
- Adolf zu Ysenburg-Büdingen (1795–1859),  Standesherr, Mitglied der Ersten Kammer der Landstände des Großherzogtums Hessen
- Viktor zu Isenburg und Büdingen (1802–1843), Standesherr
- Gustav zu Ysenburg und Büdingen (1813–1883), preußischer Diplomat und Generalleutnant
- Ludwig von Ysenburg-Philippseich (1815–1889), bayerischer Generalleutnant und Kommandant von München
- Carl zu Ysenburg und Büdingen in Meerholz (1819–1900), Standesherr, Mitglied der Ersten Kammer der Landstände des Großherzogtums Hessen
- Ferdinand zu Ysenburg-Philippseich (1832–1893), preußischer Generalmajor
- Georg zu Ysenburg und Büdingen-Philippseich (1840–1904), deutscher Verwaltungsbeamter, Landrat im Kreis Halle (Westfalen)
- Friedrich zu Ysenburg und Büdingen-Meerholz (1847–1889), Standesherr, Mitglied der Ersten Kammer der Landstände des Großherzogtums Hessen
- Friedrich Wilhelm zu Ysenburg und Büdingen in Wächtersbach (1850–1933), Standesherr
- Gustav zu Ysenburg und Büdingen-Meerholz (1863–1929),  Standesherr, Mitglied der Ersten Kammer der Landstände des Großherzogtums Hessen
- Leopold zu Isenburg-Birstein (1866–1933), Erbprinz, Major, Mitglied der Ersten Kammer der Landstände des Großherzogtums Hessen
- Helene Elisabeth von Isenburg (1900–1974), geborene Gräfin Korff, Präsidentin des Vereins Stille Hilfe für Kriegsgefangene und Internierte, der sich für inhaftierte NS-Täter engagierte („Mutter der Landsberger“)
- Wilhelm Karl von Isenburg (1903–1956), Sohn des Erbprinzen Leopold (1866–1933), Genealoge und NS-Sippenforscher, Ehemann von Helene Elisabeth von Isenburg
- Sophie Prinzessin von Isenburg, Ehefrau des Hauschefs der Hohenzollern, Georg Friedrich Prinz von Preußen

## Geistliche Reichsfürsten und Äbtissinnen
- Arnold II. von Isenburg, Erzbischof und Kurfürst von Trier (1242–1259, Sohn von Bruno I. von Isenburg-Braunsberg)
- Isengard von Isenburg-Büdingen (zweite Hälfte 14. Jahrhundert), Äbtissin von Marienborn
- Adelheid IV. von Isenburg (vor 1376–1441), Äbtissin des Reichsstiftes Quedlinburg (1405–1435)
- Diether von Isenburg (1412–1482), Erzbischof und Kurfürst von Mainz
- Maria von Isenburg (16. Jahrhundert), Äbtissin von Marienborn um 1520
- Johann V. von Isenburg (ca. 1507–1556), Erzbischof und Kurfürst von Trier
- Salentin von Isenburg (ca. 1532–1610), Erzbischof und Kurfürst von Köln

## Isenburgische Residenzen
| Name                            | Ort                     | Residenz der Nebenlinie        | Entstehungszeit                                     | Erhaltungszustand/heutige Nutzung                             | Bild |
| ------------------------------- | ----------------------- | ------------------------------ | --------------------------------------------------- | ------------------------------------------------------------- | ---- |
| Stammburg Isenburg              | Isenburg (Westerwald)   | Stammburg                      | 1103 erstmals urkundlich erwähnt.                   | Burgruine                                                     |      |
| Niederburg Kobern               | Kobern-Gondorf          | Isenburg-Kobern                | Mitte des 12. Jahrhunderts                          | Burgruine                                                     |      |
| Burg Braunsberg                 | Anhausen                | Isenburg-Braunsberg            | um 1200                                             | teilweise erhalten, Privatbesitz                              |      |
| Burg Grenzau                    | Höhr-Grenzhausen        | Isenburg-Grenzau               | um 1210                                             | Burgruine                                                     |      |
| Schloss Arenfels                | Bad Hönningen           | Isenburg-Arenfels              | 13. Jahrhundert                                     | erhalten, 1849 bis 1855 wesentlich umgebaut                   |      |
| Burg Limburg                    | Limburg an der Lahn     | Isenburg-Limburg               | um 800                                              | größtenteils erhalten                                         |      |
| Schloss Büdingen                | Büdingen                | Ysenburg-Büdingen-Büdingen     | 12. Jahrhundert                                     | erhalten, Wohnsitz der Linie Ysenburg-Büdingen                |      |
| Burg Ronneburg                  | Ronneburg-Altwiedermus  | Isenburg-Ronneburg             | 13. Jahrhundert                                     | größtenteils erhalten                                         |      |
| Schloss Birstein                | Birstein                | Isenburg-Birstein              | 12. Jahrhundert, Residenz seit 1517                 | Erhalten, Wohnsitz der Linie Isenburg-Birstein                |      |
| Isenburger Schloss in Offenbach | Offenbach am Main       | Isenburg-Offenbach             | 16. Jahrhundert                                     | Nutzung durch die Hochschule für Gestaltung Offenbach am Main |      |
| Schloss Marienborn              | Büdingen-Eckhartshausen | Ysenburg-Büdingen-Marienborn   | 1687                                                | abgebrochen                                                   |      |
| Schloss Meerholz                | Gelnhausen-Meerholz     | Ysenburg-Büdingen-Meerholz     | 1555/64                                             | Pflegeheim der Inneren Mission                                |      |
| Schloss Wächtersbach            | Wächtersbach            | Ysenburg-Büdingen-Wächtersbach | mittelalterliche Wasserburg, Residenz ab 1687       | Sitz der Stadtverwaltung Wächtersbach                         |      |
| Schloss Philippseich            | Dreieich-Götzenhain     | Isenburg-Philippseich          | Jagdschloss von 1675, heutiger Schlossbau 1794–1800 | Privatbesitz                                                  |      |

Von den zahlreichen einstigen Isenburger Residenzen befinden sich bis heute das Schloss Birstein im Besitz der katholischen Linie Isenburg (-Birstein) sowie Schloss Büdingen im Besitz der evangelischen Linie Ysenburg-Büdingen. Die Ronneburg ist durch Verkauf 2004 nicht mehr im Besitz der Familie.

## Wappen
Das Haus Isenburg hatte ursprünglich folgendes Stammwappen: In Silber zwei rote Balken. Dieses wurde später von den Nieder-Isenburger Linien weitergeführt. Die wetterauischen oder Ober-Isenburger Linien verwendeten im Unterschied dazu: In Silber zwei schwarze Balken. Dieses Wappen wurde teilweise auch mit verschiedenen Herzschilden verwendet.
Das Isenburger Wappen erscheint in beiden Farbstellungen auch heute noch in einer Reihe aktueller Gemeindewappen, z. B.:

Gemeinde Isenburg
Stadt Bad Hönningen
Wetteraukreis
Stadt Büdingen
Gemeinde Birstein
Gemeinde Brachttal
Stadt Langenselbold
Landkreis Offenbach
Stadt Neu-Isenburg
Stadt Wächtersbach
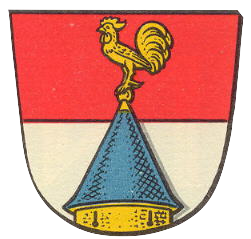
Meerholz
Stadt Gelnhausen